# Roodkuifmeestimalia
De roodkuifmeestimalia (Staphida everetti synoniem: Yuhina everetti) is een zangvogel uit de familie Zosteropidae, die voorkomt op Borneo. De wetenschappelijke naam is een eerbetoon aan Alfred Hart Everett, een Britse ambtenaar in koloniale dienst in Sarawak.

## Kenmerken
De roodkuifmeestimalia is 14 cm lang. De vogel lijkt qua gedrag op een mees. Opvallend is de roodbruine kop met een eveneens roodbruin kuifje. Verder is de vogel olijfkleurig bruingroen en heeft een egaal witte buik en borst. Kenmerkend voor deze soort zijn de witte buitenste staartpennen. De vogel zwerft vaak rond in familiegroepjes die foerageren op insecten en bessen.

## Verspreiding en leefgebied
De roodkuifmeestimalia komt voor in montane bossen op Borneo op de grens van Sabah, Sarawak en Kalimantan. Het is in geschikt habitat zoals het nationale park Gunung Kinabalu en het natuurreservaat Gunung Niut een zeer algemene vogel.

## Status
De roodkuifmeestimalia heeft een ruim verspreidingsgebied en daardoor is de kans op de status kwetsbaar (voor uitsterven) gering. De grootte van de populatie is niet gekwantificeerd, maar waarschijnlijk gaan door verbrokkeling van het leefgebied de aantallen achteruit. Echter, het tempo ligt onder de 30% in tien jaar (minder dan 3,5% per jaar). Om deze redenen staat deze meestimalia als niet bedreigd op de Rode Lijst van de IUCN.